# Alexander Keith's
Alexandre Keith's est une brasserie canadienne fondée en 1820 à Halifax en Nouvelle-Écosse par Alexander Keith, qui a émigré d'Écosse en 1817.
Aujourd'hui, la brasserie est possédée par Labatt, une filiale d'InBev (anciennement Interbrew).  Elle produit également les bières d'Oland, distribuées au Canada atlantique.
En 2004-2005, Keith est bien connu au Canada anglophone pour ses films publicitaires à la télévision, où un Haligonien (citoyen d'Halifax) très patriote (avec kilt et accent écossais) s'indigne des renversements accidentels et du manque de bière Keith qu'il perçoit comme insultant.
La bière la plus populaire de Keith's, et la plus distribuée, est la « bière blanche d'Inde » (India Pale Ale).  Bien que ce ne soit pas une authentique IPA, ce nom légèrement exotique la rend plus attrayante, particulièrement en dehors de la Nouvelle-Écosse.
La carrière d'Alexandre Keith comme homme politique et brasseur, et l'héritage écossais de la Nouvelle-Écosse sont employés pour lancer la bière.  En 2002, Peter Kelly, maire de Halifax, a inclus une invitation à visiter Halifax dans chaque caisse de bière.

## Galerie

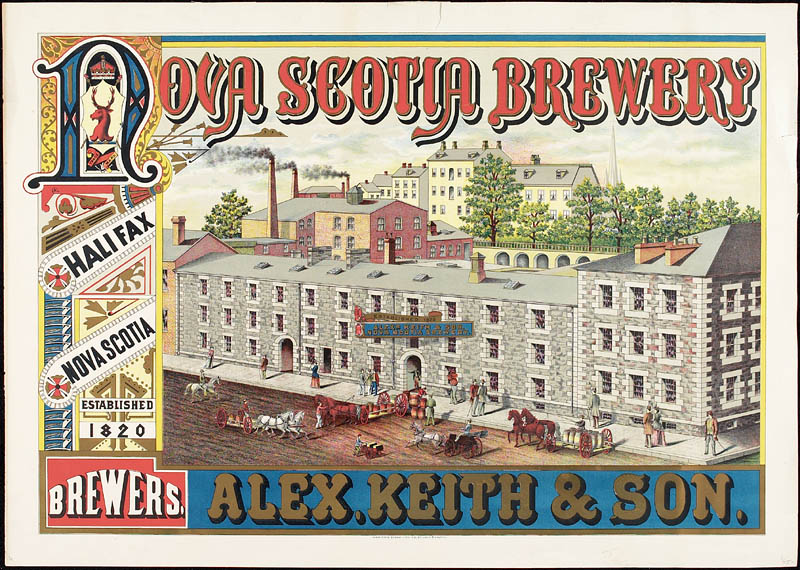
Brasserie Alexander Keith, Halifax, Nouvelle-Écosse, vers 1865-1870.